# Olympische Sommerspiele 1996/Teilnehmer (Saudi-Arabien)
| Gelbes Symbol für Goldmedaillen mit stilisierten Olympischen Ringen | Graues Symbol für Silbermedaillen mit stilisierten Olympischen Ringen | Braundes Symbol für Bronzemedaillen mit stilisierten Olympischen Ringen |
| ------------------------------------------------------------------- | --------------------------------------------------------------------- | ----------------------------------------------------------------------- |
| —                                                                   | —                                                                     | —                                                                       |

Saudi-Arabien nahm an den Olympischen Sommerspielen 1996 in Atlanta, Vereinigte Staaten, mit einer Delegation von 29 Sportlern (allesamt Männer) teil.

## Teilnehmer nach Sportarten

### Fußball
- Herrenteam
15. Platz

- Kader
Hussein al-Sadiq
Muhammad al-Dschahani
Abdullah al-Wakid
Mohammed al-Khilaiwi
Abdullah Zubromawi
Fuad Amin
Hussein Suleimani
Hamzah Falatah
Ibrahim al-Harbi
Ubaid ad-Dusari
Khaled al-Rasheed
Abdullah al-Garni
Abdul Aziz al-Marzoug
Khamis al-Dosari
Abdul Rahman Sifeen

### Gewichtheben
- Bonayan al-Dosari
Bantamgewicht: 15. Platz

### Leichtathletik
- Jamal al-Saffar
100 Meter: Vorläufe, später dopingbedingt disqualifiziert

- Mohamed Hamed al-Bishi
400 Meter: Vorläufe
4 × 400 Meter: Halbfinale

- Alyan al-Qahtani
10.000 Meter: Rennen nicht beendet

- Hadi Soua’an al-Somaily
400 Meter Hürden: Vorläufe
4 × 400 Meter: Halbfinale

- Ibrahim al-Asiri Yahya
3000 Meter Hindernis: Vorläufe

- Saleh al-Saydan
4 × 400 Meter: Halbfinale

- Hashim al-Sharfa
4 × 400 Meter: Halbfinale

- Salem al-Ahmadi
Dreisprung: 25. Platz in der Qualifikation

- Khaled al-Khalidi
Kugelstoßen: 29. Platz in der Qualifikation

### Reiten
- Ramzy al-Duhami
Springreiten, Einzel: 39. Platz
Springreiten, Mannschaft: 17. Platz

- Chalid al-'Aid
Springreiten, Einzel: 44. Platz
Springreiten, Mannschaft: 17. Platz

- Kamal Bahamdan
Springreiten, Einzel: Disqualifiziert
Springreiten, Mannschaft: 17. Platz

### Schießen
- Sayed al-Mutairi
Skeet: 32. Platz